# Керол Гузі
Керол Гузі (англ. Carol Guzy; нар. 7 березня 1956, м. Бетлегем, США) — американська фотожурналістка. Працювала штатним фотографом у Miami Herald (1980—1988) та The Washington Post (1988—2014). Станом на квітень 2022 року. Гузі є контрактним фотографом Zuma Press.
Чотирьохразова лавреатка Пулітцерівської премії (1986, 1995, 2000, 2011) — одна з п'яти людей, яким це вдалося, і перша журналістка з таким досягненням.
Одна з її фотографій була обрана журналом Time серед 100 найкращих фотографій 2022 року.

## Життєпис
Керол Гузі народилася 7 березня 1956 року в сім'ї робітничого класу у м. Бетлегем, штат Пенсильванія, де й виросла.
Вона закінчила Нортгемптонський громадський коледж у 1977 році і планувала працювати медсестрою, поки друг не подарував їй фотоапарат. 1980 року вона здобула ступінь молодшого спеціаліста з прикладних наук у галузі фотографії в Інституті мистецтв у Форт-Лодердейлі, штат Флорида. Згодом вона стала стажистом, а потім фотографом у The Miami Herald. У 1988 році вийшла заміж за фотографа UPI Джонатана Атца. Того ж року вона також перейшла до The Washington Post, слідом за чоловіком на роботу в місті. Вони розлучилися у 1998 році.
У 1990 році Гузі стала першою жінкою, яка отримала нагороду «Газетний фотограф року», що вручається Національною асоціацією фотографів преси.
Вона була затримана поліцією і заарештована 15 квітня 2000 року в рамках справи МВФ та Світового банку.
У 2001 році вона була нагороджена премією Асоціації випускників Нортгемптонського громадського коледжу за професійні досягнення. Отримавши її, Гузі сказала:

| Програма медсестер дала мені більше, ніж диплом. Вона допомогла мені отримати розуміння людських страждань і неймовірну чутливість до них. Я знаю, що без цього досвіду моя фотографія була б зовсім іншою. |
| |

Окрім роботи у The Washington Post, роботи Гузі з'являлися на телеканалі Photography Channel.
У серпні 2007 року фотографії тварин, залишених Гузі на узбережжі Мексиканської затоки, де вона провела кілька місяців після урагану Катріна, були включені до благодійної виставки трьох художників під назвою «Lest We Forget: Три погляди на ураган Катріна» в художній галереї Discovery Too в Бетесді, штат Меріленд.
Гузі живе в Арлінгтоні, штат Вірджинія.

## Пулітцерівські премії
Гузі - одна з п'яти людей, які чотири рази ставали лауреатами Пулітцерівської премії.
- Свою першу Пулітцерівську премію Гузі отримала у 1986 році.
- Другу Пулітцерівську премію Гузі отримала у 1995 році за фотографії про кризу на Гаїті[18].
- Третю премію Гузі отримала у 2000 році за роботу в Косово.
- Четверту і крайню Пулітцерівську премію Гузі отримала у 2011 році, знову ж таки за роботу на Гаїті, цього разу за висвітлення землетрусу на Гаїті 2010 року та його наслідків.

## Нагороди
- Пулітцерівська премія за репортажну фотографію, Гузі та Мішель Дюсіль, The Miami Herald (1986)[19],
- Пулітцерівська премія за репортажну фотографію, Гузі, The Washington Post (1995)[19],
- Пулітцерівська премія за художню фотографію, Гузі, Майкл Вільямсон і Люсіан Перкінс, The Washington Post (2000)[20],
- нагорода «Фотограф року» на щорічному конкурсі National Press Photographers (1990, 1993, 1997)[21],
- Best of Photojournalism, Enterprise Picture Story, Національна асоціація фотокореспондентів (2009)[22],
- Премія Роберта Ф. Кеннеді в галузі журналістики (2009, міжнародна фотографія)[23],
- Премія Гіллмана, фотожурналістика (2009),
- Пулітцерівська премія за фоторепортажі з місця подій, Гузі, Ніккі Кан і Рікі Каріоті, The Washington Post (2011)[24],
- Фотограф року, щорічна премія Асоціації виробників та дистриб'юторів фотографічної продукції (2012, PMDA)[25],
- Почесна медаль штату Міссурі за видатні заслуги в журналістиці «На знак визнання її творчого та принципового використання камери в пошуках співчуття та соціальної справедливості» (2013)[26],
- Золота медаль Роберта Капи за репортаж про наслідки війни проти ІДІЛ для цивільного населення Мосула (2018),
- Премія Аль Нойгарта за досягнення в галузі медіа, яку вручає Newseum (2019, Вашингтон, округ Колумбія).